# 국가 헌병

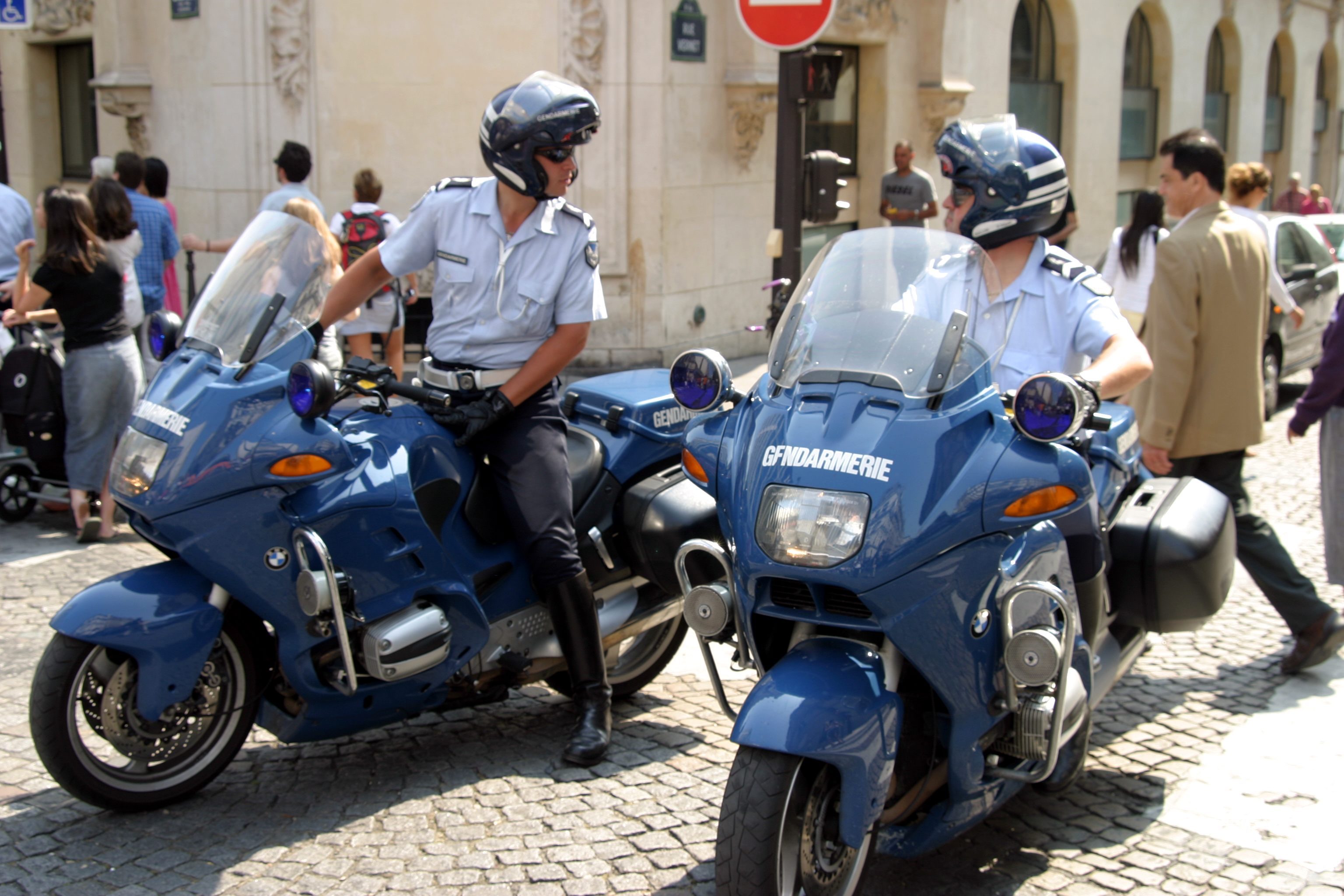
프랑스의 헌병

헌병(憲兵)은 경찰의 역할을 하는 군대로서 나라 마다 차이가 있으나, 주로 내무부 혹은 국방부 소속이다.

## 개요
평시에는 치안과 테러 진압을 담당하나, 전시에는 군대처럼 전투를 한다. 주로 스페인어 문화권에 속하는 스페인, 라틴아메리카, 필리핀에서 편성되어 있다. 한국에서 병역의무자들이 주축이 되어 편성된 전투경찰은 행정안전부에 소속되고 군인 신분이 아니기에 헌병이 아니다.

## 같이 보기
- 헌병의 목록
- 공공부대
- 민병